# Recepcionista

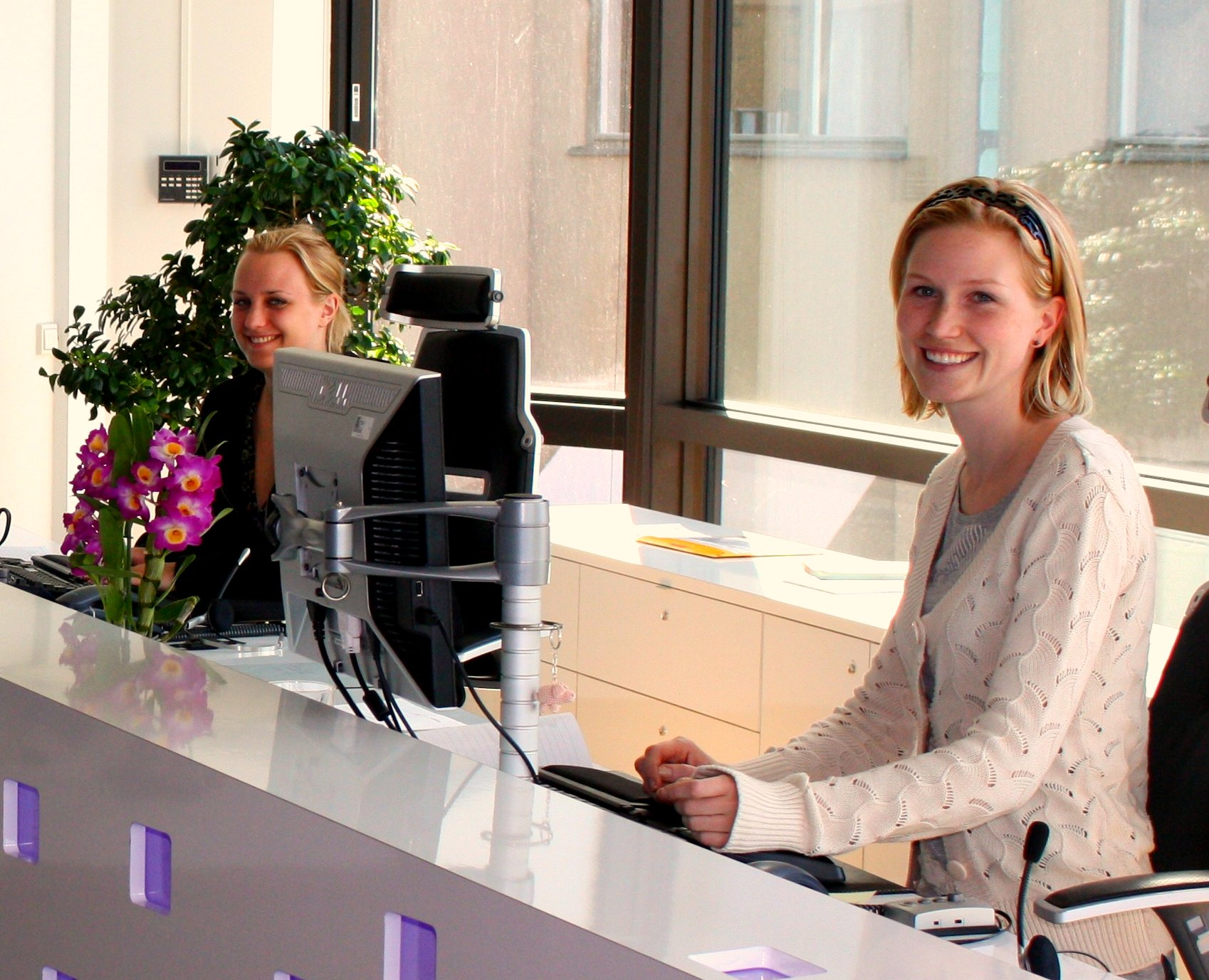
Recepcionistas

Un o una recepcionista es un profesional que atiende a los clientes o usuarios de un edificio en una zona particular conocida como recepción. Su función consiste en proporcionar todo tipo de información y asistencia, por lo que usualmente suelen poseer conocimientos administrativos o secretariales. Dependiendo de su especialidad, las tareas que puede llegar a realizar varían significativamente. En hostelería están considerados como «La tarjeta de presentación del hotel».

## Tareas usuales
Siendo la atención al cliente su principal cometido, los recepcionistas cuentan con una serie de funciones y responsabilidades que varían dependiendo del tipo de establecimiento. Principalmente proporcionan información precisa, así como la tramitación de cualquier solicitud de servicio de un cliente, bien de forma presente, por teléfono, correo electrónico o fax. En establecimientos turísticos, suelen hablar varios idiomas, cambiar divisa, vender prensa, excursiones, traducir documentos y elaborar guías turísticas. Asimismo, algunas empresas complementan la formación del recepcionista proporcionándole asistencia a cursos de idiomas que suelen impartirse dentro del horario laboral. El hecho de cambiar divisa y vender todo tipo de extras les obliga a mantener un balance de la caja por cada cambio de turno, así como llevar a cabo la recaudación de aquellas cajas que por turno horario se cierren (bar, restaurante, chiringuito), etc.) Por la responsabilidad que ello conlleva, suelen mantener un control de las personas que entran y salen del establecimiento, pudiendo en cualquier momento hacer uso de cámaras de vigilancia y manejo de radiotransmisores para comunicarse con el equipo de seguridad.
Para el correcto funcionamiento del departamento de recepción, mantienen una lista cronológica de acontecimientos relevantes en el llamado Libro de incidencias, así como los correspondientes partes de roturas o limpiezas para los distintos departamentos a modo de proceder a su pronta reparación. La importancia del libro de incidencias radica en que permite conocer ciertos detalles sobre hechos destacables que pueden ser consultados posteriormente para resolver quejas de clientes o incidencias mayores.

## Recepcionista de hotel

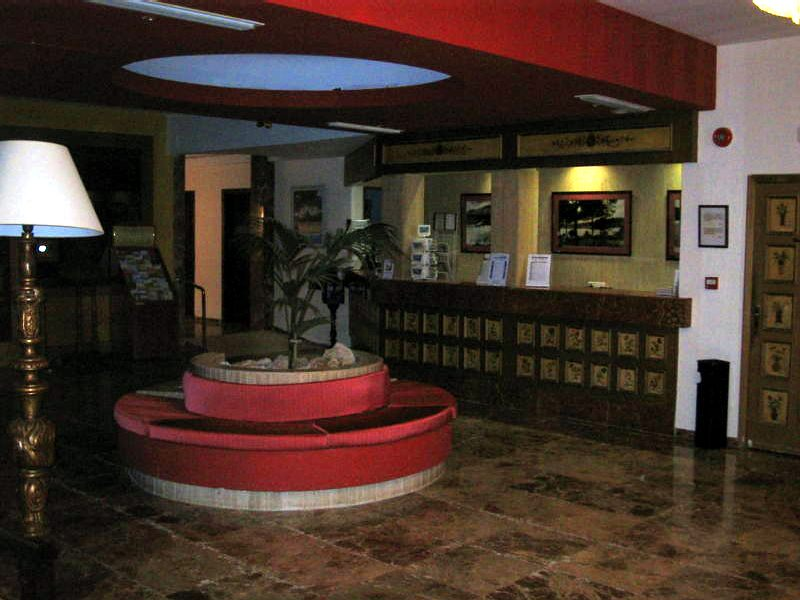
Recepción del hotel Bahía Palmanova en la localidad turística de Palmanova, en el término municipal español de Calviá (Mallorca).

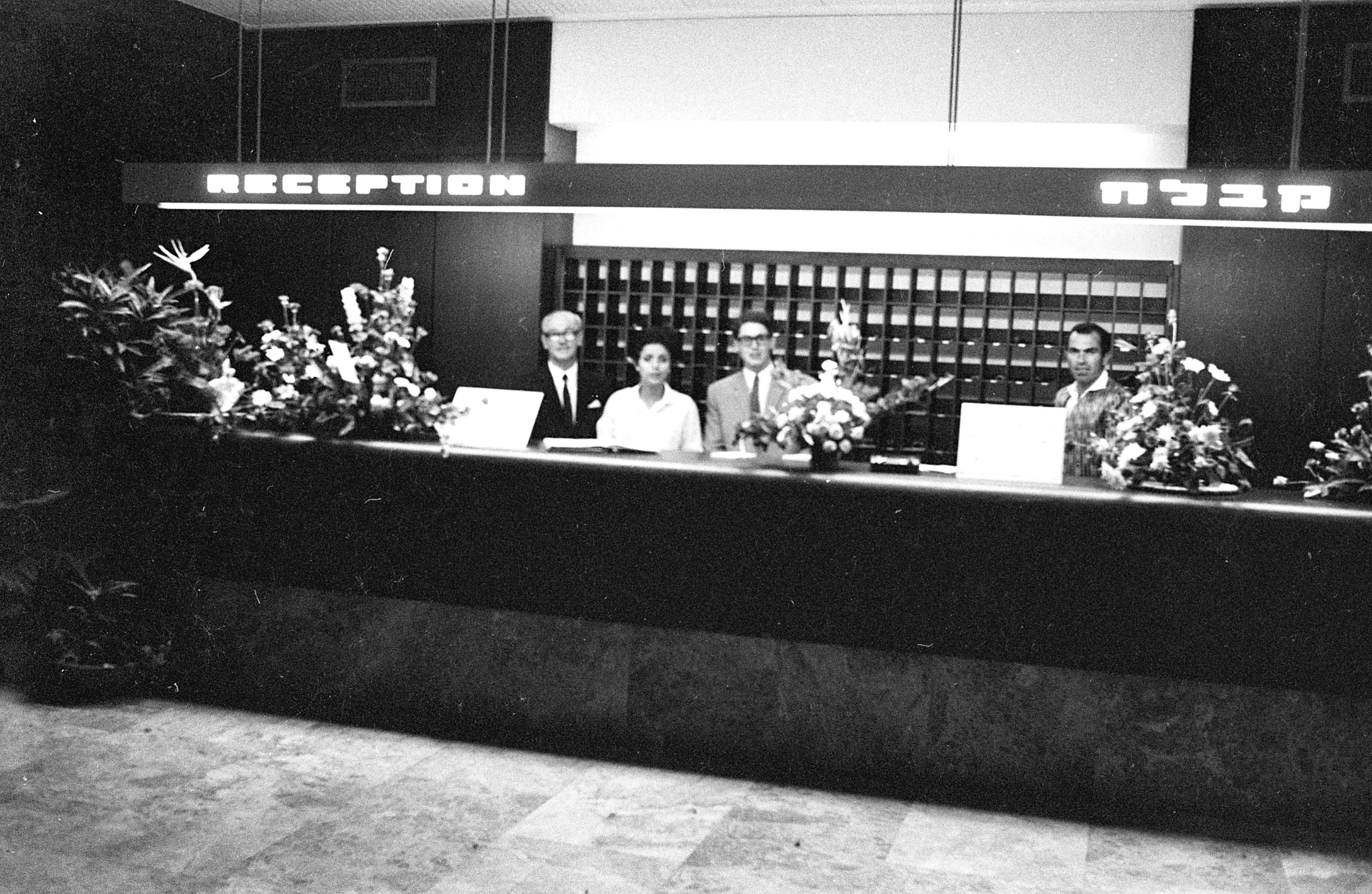
Recepción de hotel, Israel 1969

En los establecimientos hoteleros, los recepcionistas mantienen un sistema de información general del estado del hotel, su clientela, el control de entradas, salidas, habitaciones libres, ocupadas, reservas, previsiones etc. Para ello, elaboran un esquema tradicional llamado rack, además de uno informático, así como el control, estado y copia de las llaves de todo el establecimiento. Mediante el sistema informático de gestión implementado por la empresa, elaboran y proporcionan listados de información al resto de departamentos; Cocina, (Informe cocina Maitre y dirección) Pisos, (Rooming List) Contabilidad, Informe de producción y de Dirección, (Mano corriente) listado de previsiones, de entradas y de salidas, así como la Gestión de reservas (Booking mensual) y la Facturación de cargos. (Cargos del día)
Las típicas tareas administrativas que llevan a cabo consisten en manejar la base de datos, imprimir listados y proporcionar información actualizada a diario o bajo requerimiento a los jefes de cada departamento del hotel, jefe de cocina, gobernanta, jefe de bar y Maître d'. Al mismo tiempo gestionan reservas de clientes y proporcionan al director del establecimiento hotelero información contable mediante el documento de mano corriente. También suelen resolver la mayoría de conflictos de los clientes, como por ejemplo, alojar entradas inesperadas en la habitación y categoría que habían abonado en su contratación en la agencia de viajes o acomodarlos en otro hotel de las cercanías.
Al entrar en servicio, reciben un informe de los mayores incidentes acaecidos durante el turno anterior, conocido como «Parte de novedades» o libro diario. Posteriormente, leen el libro de incidencias para comprobar las posibles respuestas o mensajes dejados por el departamento de dirección o el recepcionista de turno y obtener de este modo información detallada sobre hechos puntuales. La típica anotación oficial de una incidencia suele contener la referencia del cliente, la hora del suceso, su número de habitación, su nombre, su apellido y una breve descripción de la queja o conflicto.
Durante su jornada, suelen atender las entradas y salidas de clientes del establecimiento en un proceso conocido como check-in o check-out. Durante el check-in (entrada), dependiendo de la normativa del país, solicitan al cliente el documento de identidad o pasaporte para registrarlo en una base de datos llamada Registro de viajeros o Ficha de Policía, (Cardex) la cual posteriormente será enviada a las autoridades locales a efectos de comprobación y localización de personas en posible situación de búsqueda y captura por delitos cometidos, bien en el país de estancia o internacionalmente.
En algunos establecimientos hoteleros, el recepcionista del turno de día, está cualificado para llevar a cabo funciones de «jefe de recepción», por lo que cuenta con el poder de resolver quejas formales y tratar con clientes cuestiones cuya relevancia no acrediten la intervención del director. Asimismo, bajo dicha función extraordinaria, suele llevar a cabo un minucioso control de la información del establecimiento y la del resto del equipo de recepción.

## Recepcionista de noche
Por lo general, los recepcionistas de noche de hotel, suelen asistir a cursos de riesgos laborales y de incendios que imparte la empresa, por lo que son conocedores de planes de evacuación y de simulacro de incendios que son llevados a cabo por los programas de control de las autoridades. 
En algunas empresas, el cierre contable del día es llevado a cabo por el recepcionista de noche, el cual se encarga de cerrar todos los  terminales de venta, facturar las entradas del día, generar la producción (Informe de producción), cerrar el día, (cierre del día) e imprimir el correspondiente balance (Balance de producción) y mano corriente. Asimismo, este recepcionista, actualiza e imprime durante su turno todos los listados de previsión y trabajo para el día siguiente, y archiva copias de seguridad de los mismos. La importancia del recepcionista de noche, destaca en su capacidad para resolver incidencias, pues al contrario que los recepcionistas del turno de día o tarde, no suele contar con parte del equipo de trabajo del hotel, por lo que suelen disponer de la ayuda de un vigilante de seguridad o un auxiliar de servicios.
Es fundamental que el recepcionista de noche no abandone la recepción, pues desde ahí, una de las funciones extraordinarias que tiene asignado su cargo es el de «jefe de seguridad en caso de incendios», por lo que manejará la alarma general y activará el protocolo de control de incendios y lo dirigirá con los medios que le hayan sido asignados. Llegado este momento, el vigilante jurado se convierte en «jefe de ejecuciones anti-incendio», y de ser necesario, acude a sofocar, dar la alarma, y ayudar a evacuar a los clientes y mantener informado al «jefe de seguridad». Mientras tanto, el recepcionista de noche, ahora en cargo de «jefe de seguridad», mantiene las comunicaciones con la policía, los bomberos, los clientes del hotel que llaman desde sus habitaciones para confirmar el incendio, y dirige a los clientes que abandonan el hotel hacia el «punto de encuentro y recuento». Una vez llegados los bomberos o el director, a quien debe llamarse de inmediato en el momento de haber confirmado el estado de incendio a las autoridades, el recepcionista de noche, cederá el cargo de «jefe de seguridad» y colaborará bajo las órdenes del cuerpo de bomberos o del director del establecimiento. Otro de los motivos para no abandonar la recepción durante este turno, es el control de la centralita telefónica, con atención a las solicitudes de los clientes; médicos, ambulancias, quejas y el control de los bienes materiales de la recepción y sus oficinas; maquinaria de oficina, documentación, llaves y la recaudación de las cajas productivas del día junto al fondo monetario del turno.
Durante este turno, el uso frecuente de anotaciones en el «libro de incidencias» toma especial relevancia debido a que las notas son contrastadas con el informe del vigilante de seguridad, y porque entre ambos, si el uso de anotaciones es correcto, les permite mantener en la medida de lo posible el buen funcionamiento del establecimiento, así como el control de la clientela y de los usuarios del hotel; robos, quejas, visitantes, vandalismos, etc. Al mismo tiempo, ambos informes permitirán al resto del equipo de dirección del establecimiento obtener la mayor información posible sobre los acontecimientos sucedidos.
Uno de los principales aspectos a tener en cuenta por el recepcionista de noche en algunos establecimientos hoteleros es que, durante su turno, el hotel alcanzará su máxima ocupación cuando los clientes estén durmiendo.
En España, los recepcionistas, firman un acuerdo de confidencialidad por el que se comprometen a no usar el material informático del establecimiento hotelero para su propio uso, por lo que no les suele ser posible tener acceso a Internet, enviar correos electrónicos o cualquier actividad que implique el acceso de información exterior en los computadores de la empresa, como conectar dispositivos USB o hacer uso de discos compactos. Sin embargo, algunos establecimientos permiten al recepcionista de noche hacer uso del computador de recepción para conectarse a Internet, y en otros, donde este privilegio está denegado, pueden tener una intranet o una base de datos de conocimiento que sí esté accesible para su uso. De este modo, siempre cuentan con el listado telefónico de emergencia de casi todos los jefes de sección y la posibilidad de llegar a llamarlos en caso de emergencia. Algunas empresas, permiten que el recepcionista de noche haga uso de un computador personal, como un portátil o tableta y que pueda conectarse a la red wifi que dispone el hotel para clientes. De todos modos, se conocen casos en los que haber permitido a ciertos recepcionistas el uso sin control de los ordenadores de la recepción y haber hecho uso de sus conexiones de red para uso personal, finalizaron en su despido, bien por haber instalado aplicaciones o aplicado modificaciones en el ordenador de la empresa, o bien por navegar por páginas con contenido sexual.
Por lo general, el recepcionista de noche, en condición de «máximo representante del hotel y de sus intereses» durante su turno, suele tener potestad para expulsar a clientes que hayan cometido alguna falta grave, así como no permitir la admisión de clientes ebrios que puedan resultar una amenaza o que provoquen disturbio, y también a solicitar la ayuda de las fuerzas de seguridad para llevar a cabo el desalojamiento o llamada al orden, especialmente cuando el establecimiento cuente con un agente colaborador con las fuerzas del orden, como el vigilante de seguridad o un empleado que proporcione asistencia a clientes, como el auxiliar de servicios.
En aquellos establecimientos con piscina abierta y cuya ley estatal no permita su uso en las horas nocturnas, el equipo del turno de noche presta especial atención a la piscina, cuyas luces deben mantenerse encendidas y sin ninguna persona dentro o en los alrededores. Para ello, suelen limitar los accesos y llevar un control de entradas y salidas de clientes con rigurosidad. Sin embargo, algunas empresas cuya infraestructura hotelera cuenta con varios establecimientos o complejo vacacional de turismo de masas, suelen disponer de un equipo que incorpora a un «director de noche» o «on duty manager», quien también dirige al equipo de seguridad del complejo y atiende incidencias mayores.
Asimismo, en los establecimientos abastecidos por perecederos en las horas nocturnas, mantienen un control sobre la mercancía depositada, sobre las horas de entrega de las llaves de los departamentos con terminal de punto de venta, la hora de entrada y salida del vigilante o auxiliar de seguridad y la entrega de llaves a los jefes de departamento que las soliciten al cambio de turno.

## Recepcionista de hospital o centro médico

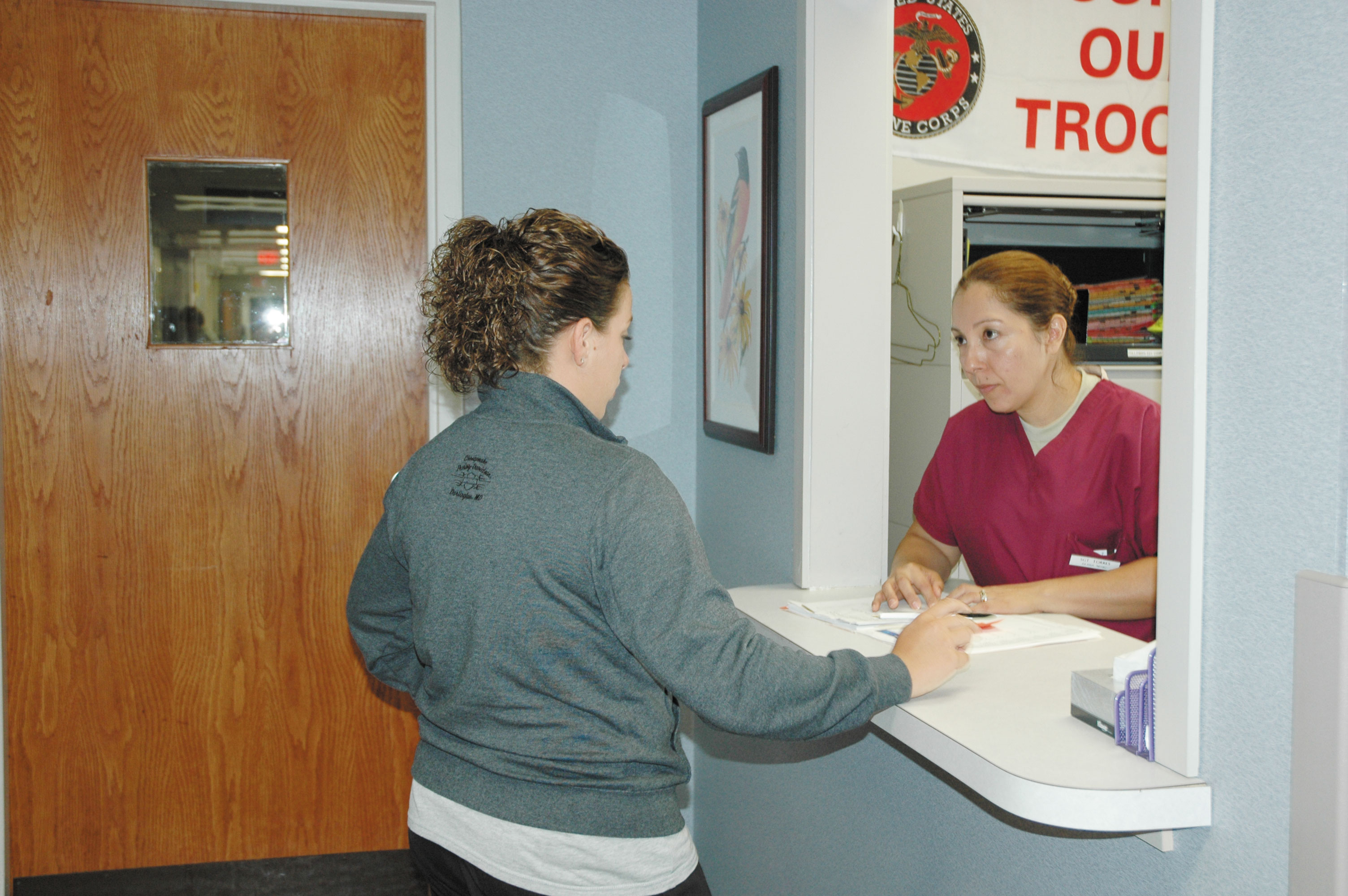
Recepcionista en una clínica dental

Dependiendo del sistema en que operan los servicios médicos proporcionados por un país, particularmente a través de los hospitales, los recepcionistas pueden ser parte del registro de ingreso por parte del paciente, lo que puede incluir el inicio de archivos y etiquetas, y operaciones secretariales para el proceso de la hospitalización; esto significa, que puede que haya varias recepcionistas en sus respectivas áreas de trabajo para la atención de la entrada de personas al hospital. Y también puede significar que el conocimiento de la recepcionista, en este caso, puede ser extendido a la terminología médica.

## Recepcionista de agencia de viajes
Los recepcionistas de las agencias de viaje en Europa están entrenados en el uso de la base de datos Amadeus y en según qué zonas, suelen hablar algún otro idioma aparte del local. Por lo general suelen ser nativos del país que representa la agencia de viajes.

## Muebles de recepción
Los muebles de recepción son elementos de mobiliario diseñados para la zona de recepción en oficinas, hoteles, clínicas, centros comerciales y otros espacios de atención al público. Su función principal es proporcionar un área adecuada para recibir visitantes, facilitar la interacción con el personal y contribuir a la estética y funcionalidad del entorno.
Los muebles de recepción deben cumplir con normativas de accesibilidadpara garantizar su uso por parte de todas las personas, incluyendo aquellas con movilidad reducida. Algunos de los requisitos más comunes incluyen:
- Altura adaptada: Las secciones accesibles de los mostradores deben tener una altura aproximada de 70-80 cm para facilitar su uso por personas en silla de ruedas.
- Espacio libre inferior: Debe haber un espacio mínimo debajo del mostrador de al menos 70 cm de alto y 60 cm de profundidad para permitir la aproximación de la silla de ruedas.
- Zonas despejadas: Se recomienda que haya un espacio libre de al menos 1,50 metros de diámetro para facilitar el giro de sillas de ruedas.
- Elementos accesibles: Si el mostrador cuenta con sistemas electrónicos (como pantallas interactivas o botones de llamada), estos deben situarse a una altura adecuada para ser utilizados por todos los usuarios.